# Cena (posiłek)
Cena (łac. cena – l.mn. cenae) – jeden z posiłków w starożytnym Rzymie, który zaczynano jeść od popołudnia. Złożony był on z trzech części:
- gustatio - przekąski z jaj oraz wina z miodem
- cena (primae mensae) - pieczone ryby, mięsa, jarzyna, warzywa.
- secundae mensae (łac. drugi stół) - deser, suszone owoce, świeże jabłka, figi, orzechy.

Podczas ceny wybierano rex bibendi.
Z kolejnością podawanych dań jest związana sentencja: Ab ovo usque ad mala co dosłownie znaczy Od jaja aż do jabłek, a w wolnym tłumaczeniu Od początku aż do końca. Stąd wzięło się Ab ovo tłumaczone jako Od początku.